# Piper sampaioi
Piper sampaioi är en pepparväxtart som först beskrevs av William Trelease, och fick sitt nu gällande namn av Truman George Yuncker. Piper sampaioi ingår i släktet Piper och familjen pepparväxter. Inga underarter finns listade i Catalogue of Life.